# Paschen von Cossel
Ritter und Edler Paschen von Cossel (* 21. Dezember 1714 in Anklam; † 17. Januar 1805 in Jersbek), Doktor beider Rechte (Doctor iuris utriusque), war seit 1738 Advokat in Hamburg, Syndikus und Domherr des hamburgischen Domkapitels, kaiserlicher Pfaltz- und Hof-Graf und Gutsherr der holsteinischen Güter Jersbek und Stegen (1774 bis 1805). Er kam im öffentlichen Leben zu hohem Ansehen und war seit 1769 königlich dänischer Konferenzrat. Er und seine zweite Frau wurden in dem an den Jersbeker Gutspark stoßenden Hochwald begraben.

Wappen der Familie von Cossel

## Leben

### Geburt, Familie und Ausbildung
Paschen (= Paschasius) von Cossel wurde als vorletztes von acht Kindern des Henning Detloff Kossel (* 2. März 1670 in Hohenwieschendorf in Mecklenburg bei Gramkow westlich von Wismar, † 6. Juli 1741 in Stralsund; begraben in der St. Nikolaikirche) und der Catharina Dorothea von Pritzbuer (* 26. Februar 1683 in Malchin, † 17. November 1741 in Hamburg) geboren. Der Vater war seit 1700 Kaufmann, Weinhändler, Gastwirt, Kellermeister und/oder Ratsweinkellerpächter zu Anklam, Wismar („Weinberg“), Neubrandenburg und Stralsund („Ratsweinkeller“).
Paschen von Cossel erhielt im Stralsunder Gymnasium im Katharinenkloster in der Mönchstraße, das er 1731 mit dem Reifezeugnis verließ, eine umfassende und sein Leben prägende Ausbildung (u. a. Latein, Griechisch und Hebräisch). Er studierte sodann Rechtswissenschaft (mit dem Abschluss zum Licentiatum Juris) in Rostock (1731), Greifswald (1734) und Halle (1736), wo er 1738 mit seiner vollständig in lateinischer Sprache mit deutschen, griechischen und französischen Einschüben verfassten Dissertation über die Patrimonialgerichtsbarkeit in verschiedenen Gebieten des alten Deutschen Reichs zum Dr. beider Rechte promovierte.

### Zwei Ehen ohne Kinder
Paschen von Cossel war in erster Ehe (⚭ am 15. Mai 1748 in Pyrmont) mit Christine Eleonore Elisabeth Seip (* 14. Januar 1728 in Pyrmont, † 23. Juli 1748 Hamburg St. Katharinen), Tochter des fürstlichen Leibarztes Dr. Johann Philipp Seip in Pyrmont, und in zweiter Ehe (⚭ am 12. August 1755 in der St. Nikolaikirche in Hamburg) mit Maria Elisabeth Matthießen (* 28. Januar 1718, † 5. April 1789 Jersbek), Tochter des Hamburger Kaufmanns Peter Matthießen und Witwe des Kaufmanns Johann Ludwig Dorrien (* 14. November 1708 Hildesheim. St. Andr., † 1754 Hamburg, Sohn des Hildesheimer Bürgermeisters) verheiratet. Beide Ehen blieben kinderlos.

### Lebensende
„Der alte Konferenzrat“, wie er allgemein genannt wurde, starb am 17. Januar 1805 gegen 13 Uhr im Alter von über 90 Jahren in Jersbek „an einer gänzlichen Entkräftung“. Die Beisetzung erfolgte am 23. Januar 1805 in den frühen Morgenstunden bei Fackelschein im kleinen Kreise von Verwandten und Freunden an der Seite seiner ihm bereits am 5. April 1789 im Tode vorausgegangenen zweiten Frau in dem an den Gutspark stoßenden Hochwald am Oberteicher Weg.
Wir wissen nicht, was Paschen von Cossel zu einem Begräbnis im Wald bewogen hat, setzte er sich doch über alle damaligen Konventionen (Bestattung ohne Glockengeläut, nicht in geweihter Erde auf dem Kirchhof, in der frühen Morgenstunde bei Fackelschein und ohne Beisein eines Pastors und somit ohne den kirchlichen Segen) hinweg. Ausschlaggebend hierfür dürften – dem Zeitgeist der zweiten Hälfte des 18. Jahrhunderts folgend – drei Gründe gewesen sein, nämlich die Rückbesinnung auf die „antike Tradition der Bestattung im Freien (extra muros, längs der Gräberstraße)“, die „von der Aufklärung initiierte Gesetzgebung über die Bestattung von Toten … aus hygienischen Gründen nicht mehr in und bei Kirchen“ und „die neue Naturschwärmerei“. Ein weiterer denkbarer Grund könnte auch der langjährige Streit mit dem Sülfelder Pastor Hans Christian Andresen gewesen sein, weshalb Paschen von Cossel seine Grabstätte nicht im Sülfelder Erbbegräbnis, sondern im Jersbeker Gartenholz gewählt hat. Die zweifachen Anfragen von Pastor Andresen nach den Lebensumständen der 1789 gestorbenen Frau Konferenzrätin von Cossel und die Bitte um Beibringung der königlichen Bestätigung, dass die Verstorbene im Gartenholz beigesetzt werden dürfe, blieben bewusst unbeantwortet.
Pastor von Saldern hat die Eintragung in das Sterberegister des Sülfelder Kirchenbuchs noch ergänzt durch die „Grabschrift auf den Wohlseel. H. C. R. [Herr Conferenz-Rat] von Cossel: Im Hertzen warm, im Kopf erhellt, Forscht er nach Recht seit neunzig Jahren. Und wird in einer bessern Welt Nunmehr es wohl erfahren“.
Der Dichter Detlev von Liliencron sagte bei einem späteren Besuch der Grabstätte zu dem Heimatdichter Ludwig Frahm: „Der Paschen von Cossel war ein hoher Geist, der größte seiner Zeit und seines Landes“.

## Ämter, Titel und Ehrungen
Paschen von Cossel folgte bereits 1738 seinen beiden älteren Brüdern nach Hamburg, die dort ihre Handelsgeschäfte etabliert hatten, ließ sich dort als Advokat nieder, wurde am 4. Dezember 1739 Hamburger Bürger und brachte es durch seine hervorragenden Rechtskenntnisse, seinen juristischen Scharfsinn, sein praktisches Geschick und seine rednerische Begabung schnell zu einer umfangreichen und gesuchten Kanzlei. Kurfürst Friedrich August II. von Sachsen in seiner Eigenschaft als Reichsvikar für die Lande Sächsischen Rechts erteilte Paschen Cossel auf dessen Antrag bereits am 3. Juli 1741 „durch ein förmliches Diploma“ das Privileg eines kaiserlichen Pfaltz- und Hof-Grafen (Comes palatinus).
Paschen von Cossel wurde am 16. April 1750 als Nachfolger „des Herrn Decani Herrn Nicolai Albert von Holtze J.U.D. [Juris utrique Doctor]“ zum Syndikus des hamburgischen Domkapitels (rev. capituli Syndikus) gewählt. Er hat dieses Amt bis 1760 bekleidet. Er gehörte darüber hinaus vom 15. Dezember 1755 bis 9. April 1791 dem hamburgischen Domkapitel, der Beratung und Mitverwaltung der Diözese, als Canonicus minor (Domherr minderen Rechts) an.
Paschen von Cossel wurde im Laufe seines Lebens zum (Mecklenburg-Schweriner) Wirklichen Justizrat (4. November 1752) sowie zum großfürstlich russischen und herzoglich holsteinischen Etatsrat (Staatsrat; 23. Juli 1760) ernannt und erhielt den Titel eines königlich dänischen Konferenzrats (8. November 1769) verliehen.
Paschen von Cossel erhielt am 21. Dezember 1742 von seinem „vieljährigem Freund“ Christian Stilck einen Wappenbrief und wurde in den nicht titulierten Reichs-Adelsstand erhoben. Nachdem er sich an den kaiserlichen Hof in Wien begeben und dort am 20. Mai 1755 um eine Adelserhöhung gebeten hatte, wurde er durch kaiserliches Reichsritterstands-Diplom vom 2. Juni 1755 in den erblichen Reichsritterstand als „Ritter und Edler von Cossel“ erhoben.

## Gutsbesitzer
Paschen von Cossel war durch seine zweite Heirat mit der Witwe Dorrien, die den Hof Silk (an der Bille nahe Reinbek gelegen) in die Ehe mitgebracht hatte, von 1755 bis 30. November 1757 „Gutsherr“ des Kanzleiguts Silk geworden. Er war dann seit Oktober 1768 Gutsherr der holsteinischen Hälfte des Gutes Hoisbüttel, bis er dieses 1773 an den Freiherrn Johann Hinrich von Holte verkaufte.

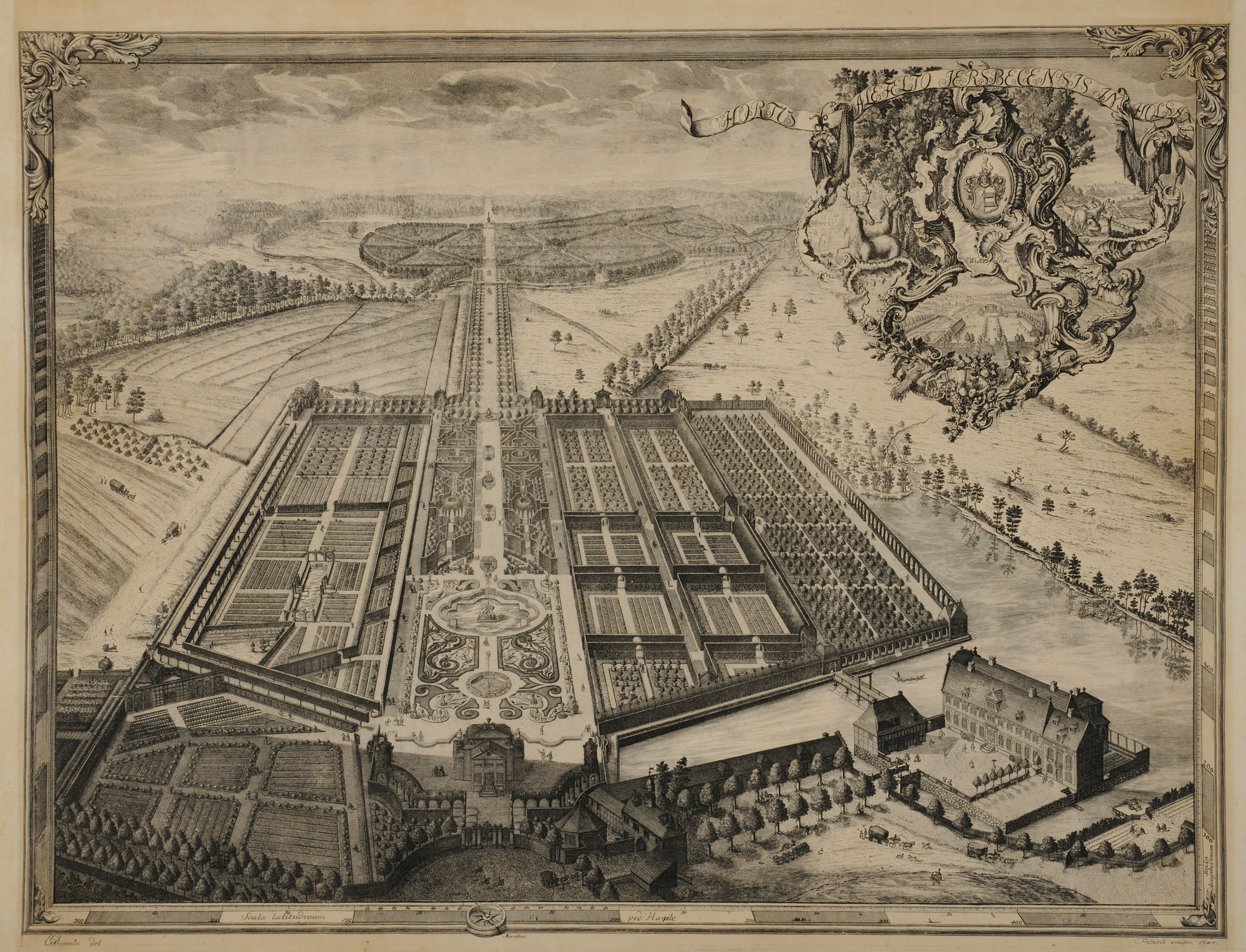
Gut Jersbek um 1747

Paschen von Cossel erwarb durch Vertrag vom 10. März 1774 die adligen Güter Jersbek und Stegen vom bisherigen Eigentümer Benedikt Wilhelm Georg Baron von Oberg. Sein Versuch, gleich zu Beginn seiner Gutsherrschaft zusammen mit anderen Gutsbesitzern als nobiles adventitii in den Kreis der schleswig-holsteinischen Ritterschaft aufgenommen zu werden („Rezipierte“), scheiterte, sodass er zeitlebens ein Nichtrezipierter blieb.
Von Cossel begann ab 1785 und damit 20 Jahre vor der offiziellen Aufhebung zum 1. Januar 1805 mit der Abschaffung der Leibeigenschaft sowie des Hoffrondienstes. Die Einwohner von Nienwohld sträubten sich noch bis 1795 dagegen. In den Jahren 1785–95 wandelte er die gesamten vorhandenen Bauernstellen in Erbpachtstellen um, nachdem bereits seit 1780 einige Zeit-Pachtstellen mit Gutsuntertanen bestanden hatten. Es entstand jedoch auch eine große Zahl neuer Stellen, zum Teil durch Verkleinerung bisheriger Hufen, zum Teil auch durch viele neue Stellen im Viertbruch, Bargfelder und Nienwohlder Rögen usw. Vor allem aber schuf von Cossel eine ganze Reihe neuer Bauernstellen aus den zu Jersbek und Stegen gehörenden Hoffeldern („Parzellisten“).
Paschen von Cossel war ein fähiger und strenger, aber vor allem ein gerechter und gütiger „Gutsherr gegenüber seinen Untertanen, was aus seiner Haltung als Verfechter der geistigen Freiheit des Individuums leicht erklärbar und selbstverständlich war.“ Seine oberste Maxime war, „daß alles geruhlich & friedlich im Dorfe zugehe“.

## Grabanlage des Ehepaares von Cossel

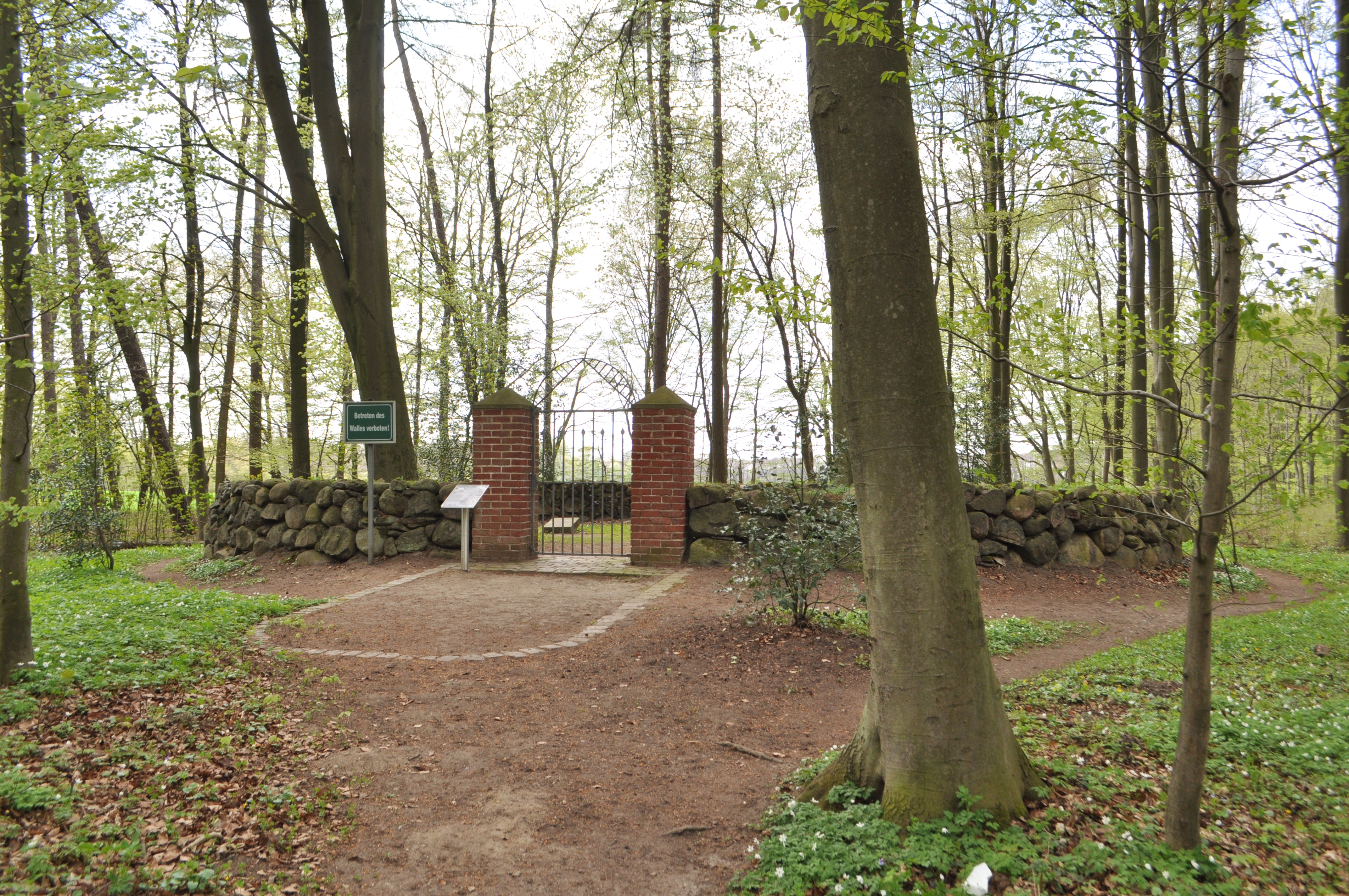
Grabanlage von Cossel nahe Gut Jersbek

Die nach dem Zweiten Weltkrieg stark verfallene Grabstätte wurde 1990/91 von der Gemeinde Jersbek renoviert. Es wurden die ovale Findlingsmauer gerichtet und die Torpfeiler wieder aufgebaut. „Die neue Pforte knüpft mit dem in den Rundbogen gestellten Dreieck und den Pfeilspitzen als Lichtstrahlen an die Symbolik der Freimaurer an“. Die Votivtafel aus Granit (in der Mitte der seit 1986 unter Denkmalschutz stehenden Grabanlage), die „auf die Zugehörigkeit Cossels zu einer Freimaurer-Loge“ hinweist, wurde gereinigt und die beiden sandsteinernen Grabplatten links und rechts erneuert. Einer der drei Titanen des Bildhauers Johann Christoph Ludwig von Lücke aus dem großen Bassin des Barockgartens, den Paschen von Cossel 1790 abgenommen und im Hintergrund der Grabanlage wieder verwendet hatte, wurde, in drei Teile zerbrochen, der Kopf verloren, 1991 restauriert und aus Sicherheitsgründen am Jersbeker Herrenhaus aufgestellt.

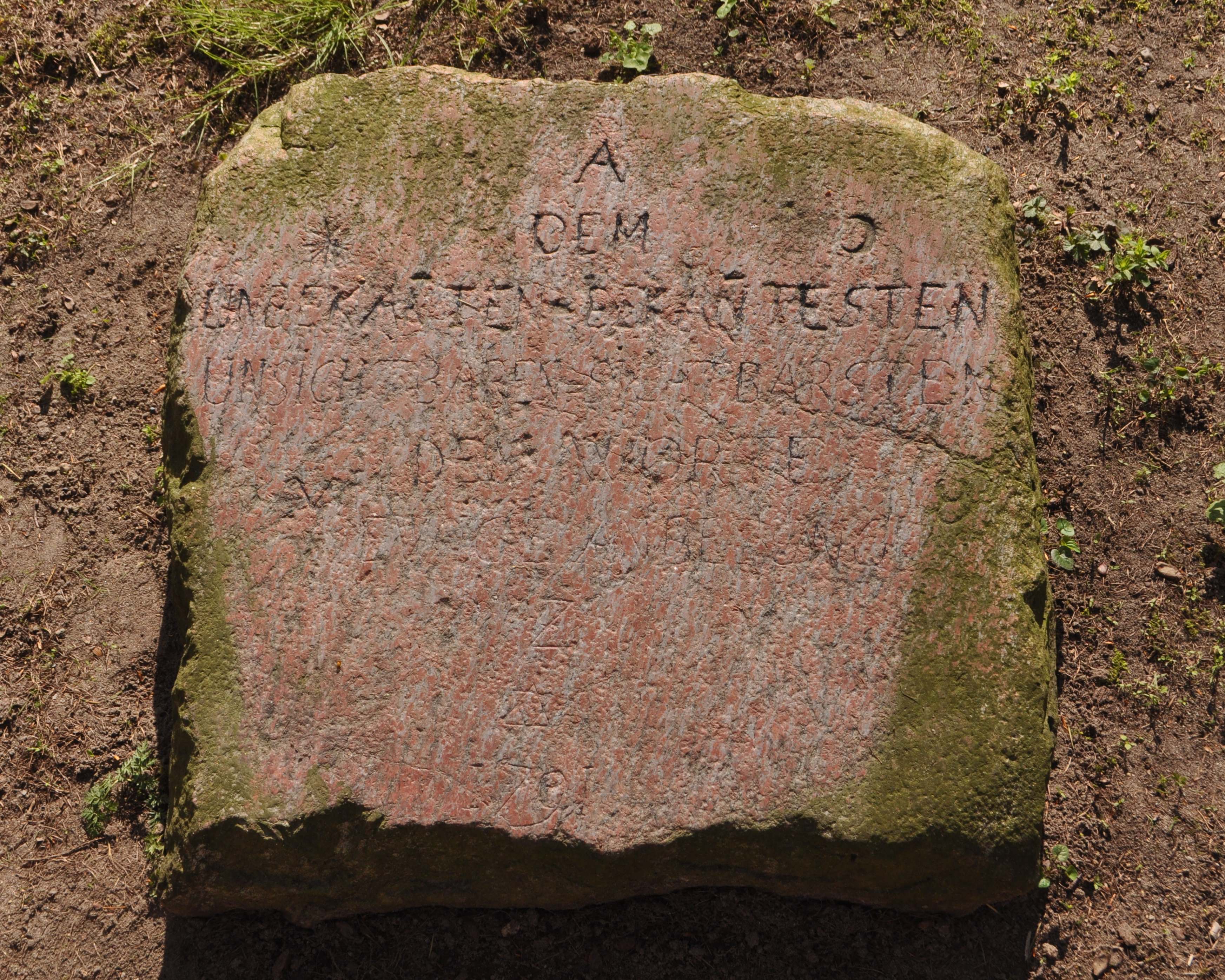
Votivtafel

Obwohl es mögliche Anzeichen der Mitgliedschaft Paschen von Cossels als Freimaurer gibt, konnte – trotz intensiver Nachforschungen im Staatsarchiv Hamburg und im Geheimen Staatsarchiv Preußischer Kulturbesitz, Berlin – bis heute dessen Mitgliedschaft in einer Freimaurerloge nicht festgestellt werden. Von Cossel hat in einem 41 Seiten langen Heft niedergeschrieben, was auf den Grabsteinen stehen soll und welche Bedeutungen die acht Inschriften (A, Sonne, Mond, DEM UNBEKANNTEN-BEKANNTESTEN / UNSICHTBAREN-SICHTBARSTEN / DEM WORTE / EWIGE ANBETUNG, Widder, Stier, Z und Hexagramm) auf dem heute noch vorhandenen roten Granitstein haben sollen. Daneben enthält der Granitstein noch die Jahreszahl 1791. Paschen von Cossel wollte mit den Buchstaben A und Z den menschlichen Lebenskreislauf von der Geburt bis zum Tod und die Wiedergeburt darstellen. Es ging ihm somit um die Fruchtbarkeit, die Zeugung und das Wachstum sowie um die menschliche Vergänglichkeit (Tod) bis zum körperlichen Zerfall zu Staub und Asche. Paschen von Cossel hat sich durch intensives Studium mit der ägyptischen Mythologie und mit den acht großen ägyptischen Himmelsgöttern (Cnuph [ohne Anfang und Ende], Neitha [die göttliche Weisheit; Symbol: Widder], Phtha [Gott des Feuers], Osiris [Symbole: Sonne und Stier], Isis [Symbole: Mond und Widder], Horus [das Licht der Welt], Amun [Wind- und Fruchtbarkeitsgott, Symbol: Widder], Apis [der heilige Stier von Memphis]) auseinandergesetzt. Osiris, Isis und Horus waren die große Götterdreiheit Ägyptens.
Die Inschrift auf der Votivtafel „Dem Unbekannten-Bekanntesten, Unsichtbaren-Sichtbarsten, dem Worte ewige Anbetung“ sowie die Sonne und die Mondsichel weisen auf den Dualismus (Gegensätzlichkeit) hin. Hinter dem „Wort“ steht die griechische Grundbedeutung „λόγος“ (logos), womit „der aus göttlicher Präexistenz in die Menschwerdung und in die Geschichte eintretende Christus gekennzeichnet wird“, sodass mit „dem Worte ewige Anbetung“ die Anbetung Gottes gemeint ist (Am Anfang war das Wort, und das Wort war bei Gott, und Gott war das Wort. Dasselbe war im Anfang bei Gott, Joh. 1, 1 f. Und das Wort ward Fleisch und wohnte unter uns, und wir sahen seine Herrlichkeit als des eingebornen Sohnes vom Vater, voller Gnade und Wahrheit, Joh. 1, 14). Für den Text „Dem Unbekannten-Bekanntesten, Unsichtbaren-Sichtbarsten, dem Worte ewige Anbetung“ kommt, wenn überhaupt, als biblischer Bezug nur die Rede des Paulus auf dem Areopag in Athen (Apostelgeschichte 17, 23) in Frage. Das Dreieck ist die mystische Zahl Drei (Himmel, Erde, Mensch; Vater, Mutter, Kind; Mensch als Körper, Seele und Geist; Geburt, Leben, Tod). Das doppelte Dreieck (Hexagramm/Davidsstern) ist die Vereinigung der Gegensätze oder das vollkommene Gleichgewicht der Komplementärkräfte. Das Hexagramm, Abzeichen der Pythagoreer, deutet auf den Glauben hin, dass Gott den Kosmos nach Zahlen geordnet hat.

## Erbe der Güter Jersbek und Stegen
Da Paschen von Cossel keinen Leibeserben hatte, hat er – auch um die 4 % Collateral Steuer zu vermeiden – bereits 1797 den jüngsten Sohn seines Bruders Johann Detloff, den Kammerjunker und späteren kgl. dänischen Etatsrat Eberhard Christopher von Cossel (* 25. März 1753 in Hamburg (St. Petri), † 15. Juni 1832 in Reinbek bei Hamburg) an Kindesstatt angenommen und diesem gleichzeitig mit „warmer Hand“ „bey meinem annoch gesunden Zustande und Verstandeskräften durch einen Leibgedings Contract oder sogenannten Contractum vitalitium“ die Güter Jersbek und Stegen übertragen.
Dieser verkaufte die Güter 1819 für 257.600 Reichstaler an den Hamburger Kaufmann Carl Ludwig Thierry.

## Genealogie
- Deutsches Geschlechterbuch – Genealogisches Handbuch bürgerlicher Familien, Hrsg. Bernhard Koerner, Band 57, C. A. Starke, Görlitz 1928, 293 ff. (Geschlecht von Cossel).
- Gothaisches Genealogisches Taschenbuch der Adeligen Häuser. Alter Adel und Briefadel. 1930, 22. Jahrgang, Justus Perthes, Gotha 1929, S. 139–147.
- Hans Friedrich von Ehrenkrook, Friedrich Wilhelm Euler: Genealogisches Handbuch der Adeligen Häuser/B (Briefadel/nach 1400 nobilitiert), Band III, Band 17 der Gesamtreihe GHdA, Hrsg. Deutsche Adelsverbände in Gemeinschaft mit dem Deutschen Adelsarchiv, C. A. Starke, Glücksburg/Ostsee 1958, S. 91, ISSN 0435-2408.
- Wulf, Martin, Paschen Edler von Cossel, Gutsherr auf Jersbek und Stegen, in: Jahrbuch des Alstervereins e. V. 1965, Paul Meyer Verlag, Hamburg o. J., 27–35.